# Deutsche Seniorenpartei
Die Deutsche Seniorenpartei, die Generationenverbindende, kurz DSP, war eine deutsche Kleinpartei, die am 25. September 2003 in Norden als Deutsche Senioren- und Rentnerpartei (DSR) gegründet wurde. Der Zweck der Partei war es insbesondere, auf demokratischer und parlamentarischer Basis für ein menschenwürdiges Leben aller Bürger der Bundesrepublik Deutschland einzutreten. Sie hatte vier Landes- und verschiedene Kreisverbände.
2004 trat sie bei der Kommunalwahl in Hamm an und erreichte dort mit 1,6 % einen Sitz (Günter Naust). Bei der Landtagswahl in Schleswig-Holstein am 20. Februar 2005 erzielte sie 0,2 % der Stimmen, ebenso bei der Landtagswahl in Rheinland-Pfalz 2006. Im Juli 2007 wurde die Partei auf Beschluss ihrer ca. 100 Mitglieder aufgelöst.
Viele der Mitglieder wechselten nach der Auflösung zu den Grauen.

## Nachweise
1. ↑  Landtagswahl in Schleswig-Holstein am 20. Februar 2005. Endgültiges Ergebnis. (PDF) Statistisches Amt für Hamburg und Schleswig-Holstein, abgerufen am 25. Februar 2014.
2. 1 2  DSP Homepage. Bundesvorstand der DSP, 19. August 2007, archiviert vom Original am 14. Mai 2010; abgerufen am 31. Juli 2024.